# Lena Koppel
Lena Maria Veronica Koppel, född Nordström den 19 maj 1955 i Oskarshamn, är en svensk regissör, manusförfattare och producent.
Lena Koppel har sedan starten 1985 arbetat med flera olika yrkesroller inom film, såsom scripta och regiassistent till ett flertal svenska långfilmer, innan hon parallellt började skriva och regissera ett antal kortfilmer, oftast berättelser fokuserande på kvinnliga huvudkaraktärer. 1998 skrev och regisserade hon sin första långfilm, Sanna ögonblick, i samarbete med Anders Wahlgren. Särskild uppmärksamhet fick hon för den speciella filmen Hur många lingon finns det i världen? (2011) med verklighetsbakgrund och skådespelare från Glada Hudikteatern, ett samarbete som fortsatte med Hur många kramar finns det i världen? (2013).

## Filmografi (urval)
Regi
- 1990 – I väntan på Eros
- 1992 – Den flygande norrlänningen
- 1998 – Sanna ögonblick
- 2002 – Love Boogie
- 2004 – Bombay Dreams
- 2006 – Sökarna – Återkomsten
- 2008 – Rallybrudar
- 2011 – Hur många lingon finns det i världen?
- 2013 – Hur många kramar finns det i världen?
- 2016 – Saltön
- 2018 – Krocken

2020 Åreakuten
2023 På gatan där jag bor. 
Manus
- 1985 – Festen
- 1987 – När lämnade vi varandra?
- 1991 – Marianne
- 1998 – Sanna ögonblick
- 2002 – Love Boogie
- 2004 – Bombay Dreams
- 2008 – Rallybrudar
- 2013 – Hur många kramar finns det i världen?
- 2016 – Saltön
- 2018 – Krocken

Producent
- 1985 – Festen
- 1988 – Om...
- 1991 – Marianne

## Regi för scen
- 2012 – Ladykillers, Gunnebo slottsteater, därefter turné i Sverige.